# Spring fire
Vous pouvez aider à l'améliorer ou bien discuter des problèmes sur sa page de discussion.
- Il ne cite pas suffisamment ses sources. Vous pouvez indiquer les passages à sourcer avec {{référence nécessaire}} ou {{Référence souhaitée}}, et inclure les références utiles en les liant aux notes de bas de page. (Marqué depuis avril 2024)
- Certaines informations devraient être mieux reliées aux sources mentionnées dans la bibliographie ou les liens externes. Améliorez sa vérifiabilité en les associant par des références. (Marqué depuis avril 2024)

- Archive Wikiwix
- Bing
- Cairn
- DuckDuckGo
- E. Universalis
- Gallica
- Google
- G. Books
- G. News
- G. Scholar
- Persée
- Qwant
- (zh) Baidu
- (ru) Yandex
- (wd) trouver des œuvres sur Wikidata

Spring fire est un œuvre symphonique du compositeur britannique Arnold Bax écrite en 1913. Bien qu'elle porte le qualificatif de symphonie, l'œuvre n'a pas été écrite dans sa forme stricte. Le terme de symphonie se réfère ici davantage au jeu d'ensemble orchestral. En ce qui concerne le titre, l'œuvre n'entre pas non plus dans la série des sept symphonies numérotées de Bax.

## Contexte
Arnold Bax s'est inspiré de l'Atalanta in Calydon d'Algernon Swinburne, dont Granville Bantock s'était également inspiré pour l'une de ses œuvres. Arnold Bax conçoit une œuvre en cinq parties, les parties I et II étant parfois jouées successivement sans interruption. La première prévue en 1914 à Norwich est annulée en raison du début de la Première Guerre mondiale. En 1916, Thomas Beecham veut l'interpréter, mais il a trop peu de temps pour répéter ce qu'il considère comme une œuvre difficile. En 1919, c'est au tour de Balfour Gardiner, mais il n'y parvient pas non plus. Bax n'entend finalement jamais l'œuvre interprétée. En 1964, alors que le manuscrit est envoyé à l'éditeur musical Chappell & Co après édition, le bâtiment brûle. L'œuvre est alors faussement déclarée détruite ; il s'avère qu'il existait un autre manuscrit. Le 8 décembre 1970, elle est créée par l'orchestre symphonique de Kensington, pratiquement inconnu, sous la direction de Leslie Head. En 1996, l'œuvre est entendue et jouée dans le cadre de la série de concerts des Proms, Mark Elder dirige alors l'Orchestre symphonique de la BBC.

## Structure
Bax a donné de petites explications sur les parties faisant référence à une sorte de forêt féerique avec des faunes. Ainsi l'œuvre en cinq parties porte-t-elle les titre suivants :
1. Dans la forêt avant l'aube (une heure avant le lever du soleil après les pluies de la nuit)
2. L'aube et le lever du soleil
3. Journée complète (précédée d'une citation du texte de Swinburnes : « Come with bows bent and emptying of quivers »)
4. L'amour des bois (une romance, encore une citation : « Car les pluies d'hiver et les ruines sont terminées »)
5. Maenades

## Orchestration
L'œuvre est écrite pour trois flûtes, un piccolo, deux hautbois, un hautbois alto, trois clarinettes, une clarinette basse, deux bassons, un contrebasson, quatre à six cors, tois trompettes, trois trombones, un tuba, des timbales, un célesta, un piano, deux harpes, violons, altos, violoncelles et contrebasses.

## Discographie
- Vernon Handley a dirigé le Royal Philharmonic Orchestra dans un enregistrement de janvier 1986 pour Chando.
- Mark Elder a dirigé le Hallé Orchestra dans un enregistrement datant d'environ 2010, publié par la maison de disques de cet orchestre.